# Problème du rond de serviette

Si un trou d'une hauteur h est creusé directement à travers le centre d'une boule, le volume de la bande qui demeure ne dépend pas de la taille de la boule. Ainsi, pour une boule plus grande, la bande sera plus mince, mais plus longue.

Animation présentant la création de « ronds de serviette » de même hauteur à partir de boules différentes.

En géométrie, le problème du rond de serviette fait référence au volume restant (en forme de rond de serviette) d'une boule à laquelle on a retiré une section cylindrique en son centre. Le problème implique de calculer le volume d'une « bande » d'une certaine hauteur et a pour résultat contre-intuitif que pour des hauteurs égales, les volumes des bandes sont égaux et ce, peu importe la taille de la boule initiale.

## Histoire
Une version de ce problème est posée au XVIIe siècle dans les mathématiques japonaises par Seki Kōwa. D'après Smith et Mikami 1914, Seki appelait le solide un « anneau-arc (arc-ring, kokan ou kokwan en japonais).

## Formalisme

Schéma illustrant les différentes variables.

On suppose un cylindre dont l'axe passe par le centre d'une boule de rayon {\displaystyle R}. {\displaystyle h} représente la hauteur (distance parallèle à l'axe) de la partie du cylindre située à l'intérieur de la boule. La « bande » est la partie de la boule située en dehors du cylindre.
D'après le théorème de Pythagore, le rayon du cylindre est :
{\displaystyle {\sqrt {R^{2}-\left({\frac {h}{2}}\right)^{2}}},\qquad \qquad (1)}
le rayon d'une coupe transversale horizontale de la boule à une hauteur {\displaystyle y} au-dessus de l'« équateur » de la boule est :
{\displaystyle {\sqrt {R^{2}-y^{2}}}.\qquad \qquad (2)}
La coupe transverse (en) de la bande avec le plan à la hauteur {\displaystyle y} est la région située à l'intérieur du grand cercle dont le rayon est donné en (2) et à l'extérieur du petit cercle dont le rayon est donnée en (1). L'aire de la coupe est donc l'aire du plus grand cercle moins celle du petit cercle :
{\displaystyle {\begin{aligned}&{}\quad \pi ({\text{grand rayon}})^{2}-\pi ({\text{petit rayon}})^{2}\\&=\pi \left({\sqrt {R^{2}-y^{2}}}\right)^{2}-\pi \left({\sqrt {R^{2}-\left({\frac {h}{2}}\right)^{2}\,{}}}\,\right)^{2}=\pi \left(\left({\frac {h}{2}}\right)^{2}-y^{2}\right).\end{aligned}}}
On remarque que {\displaystyle R} n'apparaît plus dans l'expression. L'aire de la coupe transverse à une hauteur {\displaystyle h} ne dépend donc pas de {\displaystyle R}, tant que {\displaystyle y} ≤ {\displaystyle h}/2 ≤ {\displaystyle R}.
Le volume de la bande est :
{\displaystyle \int _{-h/2}^{h/2}({\text{aire de la coupe à la hauteur }}y)\,dy,}
qui lui non plus ne dépend pas de {\displaystyle R}.
Cela est une application de la méthode des indivisibles. Puisque l'aire de la coupe est la même que celle d'une sphère de rayon {\displaystyle h}/2, le volume est :
{\displaystyle {\frac {4}{3}}\pi \left({\frac {h}{2}}\right)^{3}={\frac {\pi h^{3}}{6}}.}